# Tachybaptus dominicus
Tachybaptus dominicus là một loài chim trong họ Podicipedidae.